# Backhaus (Hallershof)

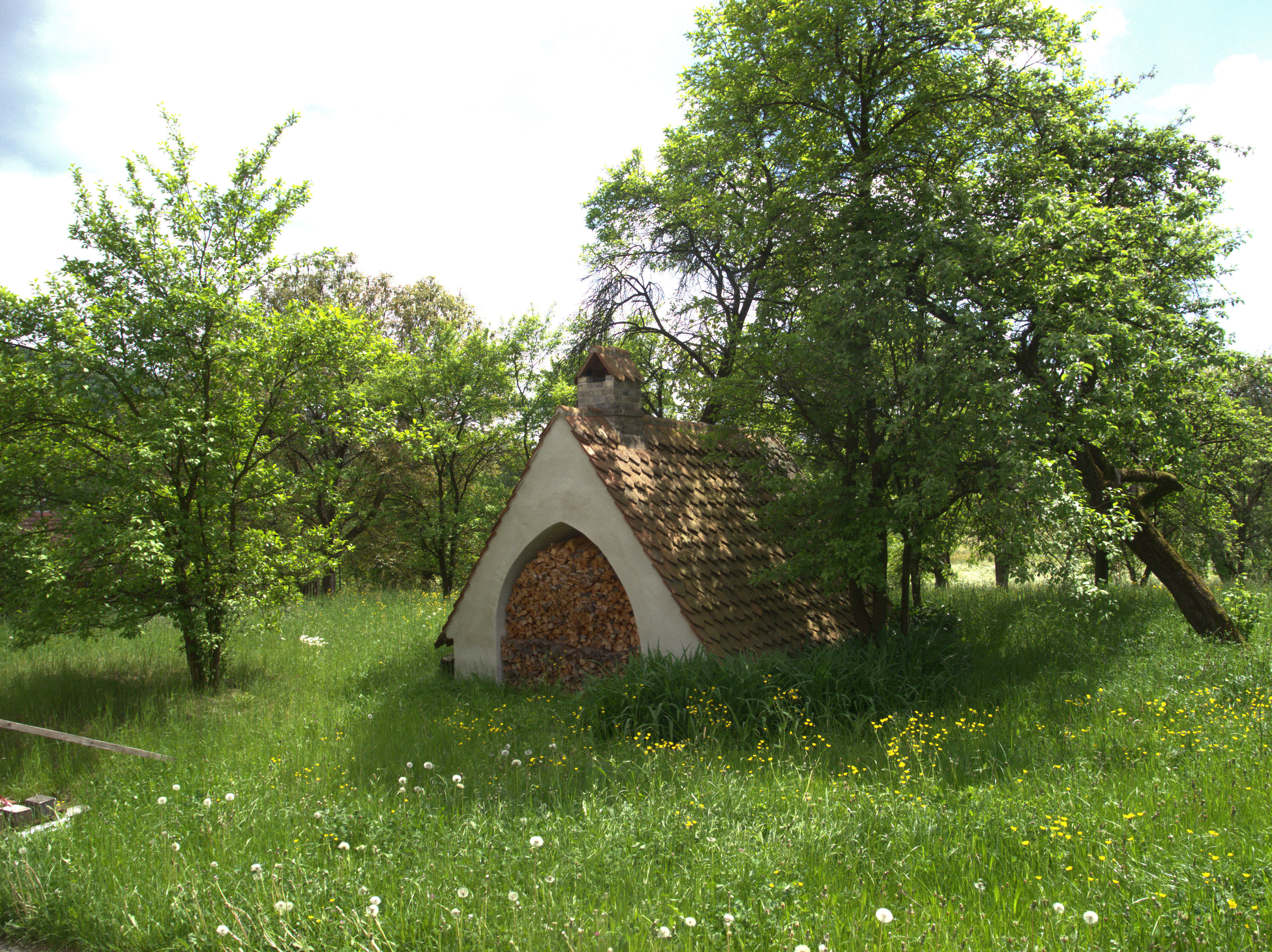
Backhaus in Hallershof

Das Backhaus in Hallershof, einem Gemeindeteil von Offenhausen im mittelfränkischen Landkreis Nürnberger Land im nördlichen Bayern, wurde im 19. Jahrhundert errichtet. Das Backhaus mit der Adresse Hallershof 2, das zu einem Bauernhof gehört, ist ein geschütztes Baudenkmal.
Der eingeschossige Bau wird von einem Satteldach mit Biberschwanzdeckung abgeschlossen. Der hohe spitzbogige Eingang an der Giebelseite ist offen.  